# Pinglin (köpinghuvudort i Kina, Hubei Sheng, lat 31,82, long 112,71)
Pinglin är en köpinghuvudort i Kina. Den ligger i provinsen Hubei, i den centrala delen av landet, omkring 200 kilometer nordväst om provinshuvudstaden Wuhan. Antalet invånare är 25 163. Befolkningen består av 12 206 kvinnor och 12 957 män. Barn under 15 år utgör 13,0 %, vuxna 15-64 år 77 %, och äldre över 65 år 9,0 %.
Runt Pinglin är det ganska tätbefolkat, med 239 invånare per kvadratkilometer. Närmaste större samhälle är Xiongji, 15,5 km norr om Pinglin. Trakten runt Pinglin består till största delen av jordbruksmark.
Genomsnittlig årsnederbörd är 1 050 millimeter. Den regnigaste månaden är augusti, med i genomsnitt 179 mm nederbörd, och den torraste är december, med 19 mm nederbörd.